# 卢浮
卢浮（？—？），字子云，范阳郡涿县（今河北省涿州市）人，西晋尚书仆射、侍中、奉车都尉、吏部尚书、大梁元侯卢钦的儿子，西晋官员。

## 生平
卢钦死后，卢浮承袭为大梁侯。张华学识渊博见多识广，没有不知道的事物。卢浮气度高洁爽朗博于经典，美名比张华更高。卢浮以太子舍人为起家官，因为患病疽，被截去手，成为残疾人。朝廷器重卢浮，在卢浮家中任命他担任国子博士，卢浮后升任祭酒，永平年间担任秘书监。